# 유장욱
유장욱(1981년 7월 16일~)은 대한민국의 남자 프로그램 감독이다.

## 방송
- 2020년 전주MBC 탐사기획 14천리
- 2018년 전주MBc 이슈 옥타곤

## 학력
- 전북대학교 사회학과 (졸업)